# 639
639 (DCXXXIX) var ett normalår som började en fredag i den julianska kalendern.

## Händelser

### Okänt datum
- Klodvig II, frankisk merovingisk kung, efterträder Dagobert I
- Arabiska erövringen av Egypten.

## Födda
- Aldhelm, biskop av Sherborne.

## Avlidna
- 19 januari – Dagobert I, frankisk kung av Austrasien 623–632, av Neustrien och Burgund 629–632, av Frankerriket 632–634 samt ånyo av Neustrien och Burgund sedan 634